# A1GP-Saison 2006/07
Die A1GP-Saison 2006/07 wurde vom 29. September 2006 bis zum 29. April 2007 auf insgesamt elf Rennstrecken ausgetragen. Als Weltmeister ging Deutschland hervor.

## Überblick
Die Saison 2006/2007 war die zweite der A1GP-Serie. Sie wurde von Team Deutschland dominiert, das mit Nico Hülkenberg am Steuer neun Siege erreichen und schließlich erstmals die Meisterschaft feiern konnte. Der zweite Platz ging an Neuseeland mit drei Rennsiegen, gefolgt vom zweimal siegreichen Team aus Großbritannien, welches damit seine Vorjahresplatzierung wiederholen konnte. Rennsiege wurden außerdem von Team Südafrika, Team Malaysia (drei Mal), Team Niederlande, Team Italien und Team Schweiz erzielt.
Vor der Saison gab Seriengründer Scheich Maktum Hascher Maktum Al Maktum seinen Rücktritt als A1GP-Vorsitzender und gleichzeitig den Verkauf seiner Serienanteile bekannt. Nachfolger als Vorsitzender wurde sein bisheriger Stellvertreter und Serienmitgründer Tony Teixeira. Die Transaktion mit der britischen Investmentgesellschaft RAB Capital plc wurde im Dezember abgeschlossen.

## Auto
Als Einheitsauto kam weiterhin der Lola-Zytek mit Cooper-Tires-Bereifung zum Einsatz, siehe A1GP-Autos.

## Teams
An der Saison nahmen insgesamt 24 Teams teil (siehe Team- und Fahrerübersicht), darunter mit Singapur und Griechenland zwei Neueinsteiger. Die angekündigte Teilnahme eines A1 Team Türkei  zerschlug sich. Die Teams aus Österreich, Japan und Russland gehörten nicht mehr der Serie an.
Erneut traten nicht alle Teams durchgehend an. So fehlte Team Portugal aufgrund finanzieller Probleme bei den ersten sieben Rennwochenenden der Saison. Nachdem die portugiesische Finanzgruppe Banif Group als neuer Hauptsponsor gewonnen werden konnte, gab es in Durban sein Comeback auf der Rennstrecke. Das Team aus Singapur trat in Sentul nicht an, da Stammfahrer Christian Murchison aufgrund einer Rückenverletzung verhindert war und ein Ersatzfahrer nicht gefunden werden konnte. Eine im Hauptrennen von Durban zugezogene Schulterverletzung Murchisons sorgte schließlich für die Nichtteilnahme an den letzten drei Rennwochenenden. Team Griechenland nahm lediglich an den ersten beiden Veranstaltungen in Zandvoort und Brünn teil. Danach trat es nicht mehr in Erscheinung, was zunächst mit der Umstrukturierung des Teams und der Nichtverfügbarkeit des ausgewählten Stammfahrers aufgrund dessen Wehrdiensts begründet wurde.
| Team           | Seatholder                  | Rennstall               | Fahrer                | Rennwochenenden | SR | HR | RG |
| -------------- | --------------------------- | ----------------------- | --------------------- | --------------- | -- | -- | -- |
| Australien     | Alan Jones                  | Alan Docking Racing     | Ryan Briscoe          | 1, 4–5          | 3  | 3  | 6  |
| Australien     | Alan Jones                  | Alan Docking Racing     | Karl Reindler         | 2–3, 6–8        | 5  | 5  | 10 |
| Australien     | Alan Jones                  | Alan Docking Racing     | Ian Dyk               | 9–11            | 3  | 3  | 6  |
| Brasilien      | Emerson Fittipaldi          | Charouz Racing System   | Tuka Rocha            | 1–2, 5, 7       | 4  | 4  | 8  |
| Brasilien      | Emerson Fittipaldi          | Charouz Racing System   | Raphael Matos         | 3–4, 6          | 3  | 3  | 6  |
| Brasilien      | Emerson Fittipaldi          | Charouz Racing System   | Bruno Junqueira       | 8–9, 11         | 3  | 3  | 6  |
| Brasilien      | Emerson Fittipaldi          | Charouz Racing System   | Vitor Meira           | 10              | 1  | 1  | 2  |
| China          | Liu Yu                      | Team Astromega          | Cheng Cong Fu         | 1–4, 10–11      | 6  | 6  | 12 |
| China          | Liu Yu                      | Team Astromega          | Ho-Pin Tung           | 5–9             | 5  | 5  | 10 |
| Deutschland    | Willi Weber                 | DS Motorsport Ltd       | Nico Hülkenberg       | 1–8, 10–11      | 10 | 10 | 20 |
| Deutschland    | Willi Weber                 | DS Motorsport Ltd       | Christian Vietoris    | 9               | 1  | 1  | 2  |
| Frankreich     | Jean Paul Driot             | DAMS                    | Nicolas Lapierre      | 1–5             | 5  | 5  | 10 |
| Frankreich     | Jean Paul Driot             | DAMS                    | Loïc Duval            | 6–8, 11         | 4  | 4  | 8  |
| Frankreich     | Jean Paul Driot             | DAMS                    | Jean Karl Vernay      | 9–10            | 2  | 2  | 4  |
| Griechenland   | Stathis Basios              | Arena Motorsport        | Takis Kaitazis        | 1–2             | 1  | 2  | 3  |
| Griechenland   | Stathis Basios              | Arena Motorsport        | Nikos Zachos          | 2               | 1  | 0  | 1  |
| Griechenland   | Stathis Basios              | Arena Motorsport        | Stelios Nousias       | 2               | –  | –  | –  |
| Griechenland   | Stathis Basios              | Arena Motorsport        | Vasilis Papafilippou  | 2               | –  | –  | –  |
| Großbritannien | Tony Clements John Surtees  | eigener                 | Darren Manning        | 1               | 1  | 1  | 2  |
| Großbritannien | Tony Clements John Surtees  | eigener                 | Robbie Kerr           | 2, 4–8, 10–11   | 8  | 8  | 16 |
| Großbritannien | Tony Clements John Surtees  | eigener                 | Oliver Jarvis         | 3, 9            | 2  | 2  | 4  |
| Indien         | Yohann Setna                | Arena Motorsport        | Armaan Ebrahim        | 1–5             | 5  | 5  | 10 |
| Indien         | Yohann Setna                | Arena Motorsport        | Narain Karthikeyan    | 6, 8–11         | 5  | 5  | 10 |
| Indien         | Yohann Setna                | Arena Motorsport        | Parthiva Sureshwaren  | 7               | 1  | 1  | 2  |
| Indonesien     | unbekannt                   | CMS Operations          | Ananda Mikola         | 1–10            | 10 | 10 | 20 |
| Indonesien     | unbekannt                   | CMS Operations          | Moreno Soeprapto      | 11              | 1  | 1  | 2  |
| Irland         | Mark Gallagher Mark Kershaw | eigener                 | Michael Devaney       | 1–4             | 4  | 4  | 8  |
| Irland         | Mark Gallagher Mark Kershaw | eigener                 | Richard Lyons         | 5–11            | 7  | 7  | 14 |
| Italien        | Piercarlo Ghinzani          | Team Ghinzani           | Alessandro Pier Guidi | 1–2             | 2  | 2  | 4  |
| Italien        | Piercarlo Ghinzani          | Team Ghinzani           | Enrico Toccacelo      | 3–11            | 9  | 9  | 18 |
| Kanada         | Wade Cherwayko              | John Village Automotive | James Hinchcliffe     | 1–3, 6–9        | 7  | 7  | 14 |
| Kanada         | Wade Cherwayko              | John Village Automotive | Sean McIntosh         | 4–5, 10–11      | 4  | 4  | 8  |
| Libanon        | Tameem Auchi                | Carlin Motorsport       | Basil Shaaban         | 1, 3, 5         | 3  | 3  | 6  |
| Libanon        | Tameem Auchi                | Carlin Motorsport       | Graham Rahal          | 2               | 1  | 1  | 2  |
| Libanon        | Tameem Auchi                | Carlin Motorsport       | Khalil Beschir        | 4               | 1  | 1  | 2  |
| Libanon        | Tameem Auchi                | Carlin Motorsport       | Alex Khateeb          | 6–7             | 2  | 2  | 4  |
| Libanon        | Tameem Auchi                | Carlin Motorsport       | Allam Khodair         | 8–11            | 4  | 4  | 8  |
| Malaysia       | Alex Yoong                  | eigener                 | Alex Yoong            | 1–11            | 11 | 11 | 22 |
| Mexiko         | Juan Cortina Julio Jáuregui | DAMS                    | Salvador Durán        | 1–9             | 9  | 9  | 18 |
| Mexiko         | Juan Cortina Julio Jáuregui | DAMS                    | Sergio Pérez          | 10              | 1  | 1  | 2  |
| Mexiko         | Juan Cortina Julio Jáuregui | DAMS                    | Juan Pablo Garcia     | 11              | 1  | 1  | 2  |
| Neuseeland     | Colin Giltrap               | DS Motorsport           | Matt Halliday         | 1, 3, 8, 11     | 4  | 4  | 8  |
| Neuseeland     | Colin Giltrap               | DS Motorsport           | Jonny Reid            | 2, 4–7, 9–10    | 7  | 7  | 14 |
| Niederlande    | Jan Lammers                 | Racing for Holland      | Jeroen Bleekemolen    | 1–9, 11         | 9  | 10 | 19 |
| Niederlande    | Jan Lammers                 | Racing for Holland      | Renger van der Zande  | 9–10            | 2  | 1  | 3  |
| Pakistan       | Arif Husain                 | Performance Racing      | Nur Ali               | 1–11            | 11 | 11 | 22 |
| Portugal       | Luís Vicente                | eigener                 | Álvaro Parente        | 8–9, 11         | 3  | 3  | 6  |
| Portugal       | Luís Vicente                | eigener                 | João Urbano           | 10              | 1  | 1  | 2  |
| Schweiz        | Max Welti                   | Max Motorsport          | Sébastien Buemi       | 1–2, 6–7, 10–11 | 6  | 6  | 12 |
| Schweiz        | Max Welti                   | Max Motorsport          | Neel Jani             | 3–5, 8          | 4  | 4  | 8  |
| Schweiz        | Max Welti                   | Max Motorsport          | Marcel Fässler        | 9               | 1  | 1  | 2  |
| Singapur       | unbekannt                   | West Surrey Racing      | Christian Murchison   | 1, 3–4, 6–8     | 6  | 6  | 12 |
| Singapur       | unbekannt                   | West Surrey Racing      | Denis Lian            | 2               | 1  | 1  | 2  |
| Südafrika      | Tokyo Sexwale               | DAMS                    | Adrian Zaugg          | 1, 3–4, 8–9, 11 | 6  | 6  | 12 |
| Südafrika      | Tokyo Sexwale               | DAMS                    | Stephen Simpson       | 2               | 1  | 1  | 2  |
| Südafrika      | Tokyo Sexwale               | DAMS                    | Alan van der Merwe    | 5–7, 10         | 4  | 4  | 8  |
| Tschechien     | Antonín Charouz             | Charouz Racing System   | Tomáš Kostka          | 1               | 1  | 1  | 2  |
| Tschechien     | Antonín Charouz             | Charouz Racing System   | Tomáš Enge            | 2–4, 6–8        | 6  | 6  | 12 |
| Tschechien     | Antonín Charouz             | Charouz Racing System   | Jaroslav Janiš        | 5, 9            | 2  | 2  | 4  |
| Tschechien     | Antonín Charouz             | Charouz Racing System   | Filip Salaquarda      | 10              | 1  | 1  | 2  |
| Tschechien     | Antonín Charouz             | Charouz Racing System   | Jan Charouz           | 11              | 1  | 1  | 2  |
| USA            | Rick Weidinger              | West Surrey Racing      | Philip Giebler        | 1–5, 7          | 6  | 6  | 12 |
| USA            | Rick Weidinger              | West Surrey Racing      | Ryan Hunter-Reay      | 6               | 1  | 1  | 2  |
| USA            | Rick Weidinger              | West Surrey Racing      | Jonathan Summerton    | 8–11            | 4  | 4  | 8  |

- Erklärung: Klein geschriebene Fahrer nahmen ausschließlich am zweiten oder dritten Training teil.

| Rookies        | Rookies               | Rookies           |
| Team           | Fahrer                | Rennwochenenden   |
| -------------- | --------------------- | ----------------- |
| Australien     | Karl Reindler         | 1, 4–6            |
| Australien     | Ian Dyk               | 2, 7–11           |
| Brasilien      | Ruben Carrapatoso     | 1                 |
| Brasilien      | Alexandre Negrão      | 2                 |
| Brasilien      | Raphael Matos         | 4, 6              |
| Brasilien      | Tuka Rocha            | 5, 7              |
| Brasilien      | Luiz Razia            | 8                 |
| Brasilien      | Bia Figueiredo        | 10                |
| China          | Cheng Cong Fu         | 1–2, 4, 10–11     |
| China          | Ho-Pin Tung           | 5–9               |
| Deutschland    | Nico Hülkenberg       | 1–2, 4            |
| Deutschland    | Marco Holzer          | 5                 |
| Deutschland    | Christian Vietoris    | 6–7, 9–10         |
| Frankreich     | Loïc Duval            | 1–2, 5–8          |
| Frankreich     | Jean Karl Vernay      | 9–11              |
| Griechenland   | Takis Kaitazis        | 1                 |
| Griechenland   | Nikos Zachos          | 2                 |
| Großbritannien | Oliver Jarvis         | 1–2, 4–5, 7–9, 11 |
| Großbritannien | Oliver Turvey         | 10                |
| Indien         | Armaan Ebrahim        | 1                 |
| Indien         | Parthiva Sureshwaren  | 5, 7              |
| Indien         | Narain Karthikeyan    | 6, 8–11           |
| Indonesien     | Moreno Soeprapto      | 1–2, 4–5, 7–11    |
| Irland         | John O’Hara           | 1–2, 4, 9–11      |
| Irland         | Richard Lyons         | 5–8               |
| Italien        | Michele Rugolo        | 1, 4–8, 10–11     |
| Italien        | Alessandro Pier Guidi | 2                 |
| Kanada         | James Hinchcliffe     | 1–2, 5–6          |
| Kanada         | Kevin Lacroix         | 8–11              |
| Libanon        | Alex Khateeb          | 1–2, 5–7          |
| Libanon        | Khalil Beschir        | 4                 |
| Libanon        | Allam Khodair         | 8–11              |
| Malaysia       | Fairuz Fauzy          | 4–6               |
| Malaysia       | Aaron Lim             | 9–11              |
| Mexiko         | Sergio Pérez          | 1–2, 4–7, 9–10    |
| Mexiko         | Juan Pablo García     | 11                |
| Neuseeland     | Jonny Reid            | 4                 |
| Neuseeland     | Chris van der Drift   | 5                 |
| Neuseeland     | Wade Cunningham       | 6                 |
| Neuseeland     | Daniel Gaunt          | 10                |
| Niederlande    | Jeroen Bleekemolen    | 1                 |
| Niederlande    | Renger van der Zande  | 2, 4–11           |
| Pakistan       | Nur Ali               | 2, 4–11           |
| Portugal       | Álvaro Parente        | 8                 |
| Portugal       | João Urbano           | 9–11              |
| Schweiz        | Sébastien Buemi       | 1–2, 5            |
| Schweiz        | Marcel Fässler        | 6–11              |
| Singapur       | Denis Lian            | 1–2               |
| Singapur       | Christian Murchison   | 4, 6–8            |
| Südafrika      | Adrian Zaugg          | 1, 4, 8           |
| Südafrika      | Jennifer Murray       | 2                 |
| Südafrika      | Alan van der Merwe    | 5–7, 9–10         |
| Südafrika      | Gavin Cronje          | 11                |
| Tschechien     | Jan Charouz           | 1, 11             |
| Tschechien     | Jaroslav Janiš        | 2, 4–5, 9         |
| Tschechien     | Filip Salaquarda      | 8, 10             |
| USA            | Jonathan Summerton    | 1–2, 7–11         |
| USA            | Ryan Hunter-Reay      | 6                 |

## Rennkalender
Der Kalender der Saison 2006/2007 umfasste erneut elf Rennwochenenden:
| Nr. | Datum                       | Rennstrecke                    | -nlänge | Sieger         | Zweiter        | Dritter        |
| --- | --------------------------- | ------------------------------ | ------- | -------------- | -------------- | -------------- |
| 1.  | 29. Sept. – 1. Oktober 2006 | Circuit Park Zandvoort         | 4.627 m | Südafrika      | Mexiko         | Frankreich     |
| 1.  | 29. Sept. – 1. Oktober 2006 | Circuit Park Zandvoort         | 4.627 m | Deutschland    | USA            | Australien     |
| 2.  | 6. – 8. Oktober 2006        | Automotodrom Brno              | 5.403 m | Malaysia       | Kanada         | Frankreich     |
| 2.  | 6. – 8. Oktober 2006        | Automotodrom Brno              | 5.403 m | Malaysia       | Tschechien     | Mexiko         |
| 3.  | 10. – 12. November 2006     | Beijing Street Circuit         | 2.200 m | Niederlande    | Mexiko         | Italien        |
| 3.  | 10. – 12. November 2006     | Beijing Street Circuit         | 2.200 m | Italien        | Großbritannien | Australien     |
| 4.  | 24. – 26. November 2006     | Sepang International Circuit   | 5.542 m | Schweiz        | Deutschland    | Neuseeland     |
| 4.  | 24. – 26. November 2006     | Sepang International Circuit   | 5.542 m | Deutschland    | Großbritannien | Frankreich     |
| 5.  | 8. – 10. Dezember 2006      | Sentul International Circuit   | 3.965 m | Neuseeland     | Mexiko         | Großbritannien |
| 5.  | 8. – 10. Dezember 2006      | Sentul International Circuit   | 3.965 m | Neuseeland     | Deutschland    | Frankreich     |
| 6.  | 19. – 21. Januar 2007       | Taupo Motorsport Park          | 3.320 m | Deutschland    | Frankreich     | Neuseeland     |
| 6.  | 19. – 21. Januar 2007       | Taupo Motorsport Park          | 3.320 m | Deutschland    | Frankreich     | Neuseeland     |
| 7.  | 2. – 4. Februar 2007        | Eastern Creek Raceway          | 3.930 m | Deutschland    | Neuseeland     | Frankreich     |
| 7.  | 2. – 4. Februar 2007        | Eastern Creek Raceway          | 3.930 m | Deutschland    | Neuseeland     | China          |
| 8.  | 23. – 25. Februar 2007      | Durban Street Circuit          | 3.200 m | Deutschland    | Frankreich     | Neuseeland     |
| 8.  | 23. – 25. Februar 2007      | Durban Street Circuit          | 3.200 m | Deutschland    | Großbritannien | Neuseeland     |
| 9.  | 23. – 25. März 2007         | Autódromo Hermanos Rodríguez   | 4.447 m | Malaysia       | Großbritannien | Australien     |
| 9.  | 23. – 25. März 2007         | Autódromo Hermanos Rodríguez   | 4.447 m | Großbritannien | USA            | Südafrika      |
| 10. | 13. – 15. April 2007        | Shanghai International Circuit | 4.603 m | Großbritannien | Neuseeland     | Deutschland    |
| 10. | 13. – 15. April 2007        | Shanghai International Circuit | 4.603 m | Neuseeland     | Großbritannien | Deutschland    |
| 11. | 27. – 29. April 2007        | Brands Hatch                   | 3.703 m | Großbritannien | Deutschland    | Italien        |
| 11. | 27. – 29. April 2007        | Brands Hatch                   | 3.703 m | Deutschland    | Großbritannien | Italien        |

Vor der Saison wurde am 30./31. August ein offizieller Test in Silverstone abgehalten.
Das im ersten veröffentlichten Kalender für Dezember vorgesehene Rennwochenende auf dem Dubai Autodrome wurde vermutlich im Zuge des Ausstiegs Scheich Maktums ersatzlos gestrichen. Die Veranstaltung auf dem Sentul Circuit wurde daraufhin von April auf Dezember vorlegt. Das Peking-Wochenende sollte ursprünglich eine Woche früher stattfinden. Das für Mitte März geplante Rennwochenende in Brasilien wurde aufgrund des Nichtzustandekommens einer Free-TV-Übertragung der Serie im brasilianischen Fernsehen während der Saison aus dem Rennkalender genommen.
Das Rennwochenende auf dem Beijing Street Circuit wurde von Problemen mit der Strecke überschattet. Zu Beginn des ersten Trainings stellten die Fahrer fest, dass die Haarnadel am Ende der langen Geraden, trotz vorheriger Streckenkontrolle und -abnahme durch die FIA, auch bei vollem Lenkradeinschlag nicht zu bewältigen war. Die Session wurde daraufhin abgebrochen, das zweite Training abgesagt und die Gerade über Nacht verkürzt, um die Haarnadel an eine Stelle zu verlegen, an der ein größerer Kurvenradius gewährleistet werden konnte. Allerdings blieb die Kurve auch nach der Verlegung tückisch, da sich die Autos nun an deren Ausgang der Boxeneinfahrt und der dazugehörigen Begrenzungsmauer stark annäherten. Nach abgeschlossenen Umbaumaßnahmen fand am frühen Samstagmittag das dritte Training statt, welches aber nach 25 Minuten ebenfalls abgebrochen werden musste, nachdem sich zwischen Kurve 3 und 4 ein Gullydeckel aus der Verankerung gelöst hatte. Das gleiche Problem war bereits 2004 beim Einladungsrennen der DTM auf dem Shanghai Pudong Street Circuit aufgetreten. Da die Sicherungsmaßnahmen den Nachmittag beanspruchten, konnte das Qualifying nicht durchgeführt werden, die Startaufstellung für das Sprintrennen wurde durch das (Zwischen-)Ergebnis des dritten Trainings bestimmt.

## Regeländerungen
Die maximale Dauer des Sprintrennens wurde auf 20 Minuten verkürzt, die des Hauptrennens auf 70 Minuten ausgedehnt. Die Pause zwischen beiden Rennen wurde auf dreieinhalb Stunden erhöht, außerdem musste der Pflichtboxenstopp im Hauptrennen nun in einem bestimmten Zeitfenster durchgeführt werden. Das erste Training wurde in zwei 25-minütige Sessions unterteilt, welche durch eine Pause von zehn Minuten getrennt waren, und blieb nun den sogenannten Rookies vorbehalten („Rookietraining“). Als Rookie galt zunächst ein Fahrer, der unter 25 Jahre alt und in nicht mehr als drei A1GP-Rennen zum Einsatz gekommen war. Die Pausen zwischen den einzelnen Qualifying-Segmenten wurden auf fünf Minuten reduziert; das Warmup wurde abgeschafft. Die Startaufstellung des Hauptrennens wurde nun durch ein System ermittelt, welches das Qualifyingergebnis, das Resultat des Sprintrennens sowie die schnellste Rennrunde hierin berücksichtigte, siehe weiter unten. Im Sprintrennen bekamen nun nur noch die ersten sechs Teams Punkte nach dem Modus 6-5-4-3-2-1, die Punktevergabe im Hauptrennen blieb unverändert.
Schon nach dem zweiten Rennwochenende in Brno wurden erneut weitreichende Änderungen am Regelwerk durchgeführt. So wurde das neuartige System zur Ermittlung der Startreihenfolge des Hauptrennens wieder durch das System aus der vergangenen Saison ersetzt, nachdem es aufgrund seiner Komplexität auf Kritik gestoßen war. Einer Änderung wurde auch die Definition des „Rookies“ unterzogen, der nun nicht älter als 27 Jahre sein und noch nicht mehr als sechs Rennen in der A1GP-Serie bestritten haben durfte. Darüber hinaus waren jetzt auch Fahrer, die für ein „Motorsport-Entwicklungsland“ – also China, Griechenland, Indien, Indonesien, Libanon, Pakistan oder Singapur – antraten, berechtigt am Rookietraining teilzunehmen.

### System zur Ermittlung der Startreihenfolge des Hauptrennens
Bei dem System, welches nur bei den Rennwochenenden in Zandvoort und Brno zum Einsatz kam, wurden die Startposition, die Endposition und die Platzierung in der Liste der schnellsten Rennrunden im Sprintrennen in Punkte umgerechnet und addiert. Das Team mit den wenigsten Punkten startete im Hauptrennen von der Pole-Position, bei „Punktgleichheit“ entschied die Zielankunft im Sprintrennen.

#### Beispiel
| Team Niederlande          |
| vierter Startplatz = 4    |
| Zweiter im Ziel = 2       |
| drittschnellste Runde = 3 |
| Insgesamt: 9 Punkte       |

| Team Frankreich           |
| Pole-Position = 1         |
| Fünfter im Ziel = 5       |
| viertschnellste Runde = 4 |
| Insgesamt: 10 Punkte      |

Somit startete Team Niederlande im Hauptrennen vor Team Frankreich.

## Ergebnisse
| Pos. | Team           | ZAN SR | ZAN HR | BRN SR | BRN HR | BEI SR | BEI HR  | SEP SR | SEP HR  | SEN SR | SEN HR  | TAU SR | TAU HR | EAS SR | EAS HR | DUR SR | DUR HR | MEX SR | MEX HR | SHA SR | SHA HR | BRA SR | BRA HR  | Pkte |
| ---- | -------------- | ------ | ------ | ------ | ------ | ------ | ------- | ------ | ------- | ------ | ------- | ------ | ------ | ------ | ------ | ------ | ------ | ------ | ------ | ------ | ------ | ------ | ------- | ---- |
| 1    | Deutschland    | 4 HÜL  | 1 HÜL  | 23 HÜL | 4 HÜL  | 5 HÜL  | 15 HÜL  | 2 HÜL  | 1 HÜL   | 5 HÜL  | 2 HÜL   | 1 HÜL  | 1 HÜL  | 1 HÜL  | 1 HÜL  | 1 HÜL  | 1 HÜL  | 21 VIE | 9 VIE  | 3 HÜL  | 3 HÜL  | 2 HÜL  | 1 HÜL   | 128  |
| 2    | Neuseeland     | 6 HAL  | 11 HAL | 22 REI | 7 REI  | 10 HAL | 9 HAL   | 3 REI  | 8 REI   | 1 REI  | 1 REI   | 3 REI  | 3 REI  | 2 REI  | 2 REI  | 3 HAL  | 3 HAL  | 16 REI | 6 REI  | 2 REI  | 1 REI  | 16 HAL | 8 HAL   | 93   |
| 3    | Großbritannien | 5 MAN  | 7 MAN  | 9 KER  | 6 KER  | 7 JAR  | 2 JAR   | 5 KER  | 2 KER   | 3 KER  | 16 KER  | 8 KER  | 21 KER | 19 KER | 10 KER | 9 KER  | 2 KER  | 2 JAR  | 1 JAR  | 1 KER  | 2 KER  | 1 KER  | 2 KER   | 92   |
| 4    | Frankreich     | 3 LAP  | 19 LAP | 3 LAP  | 23 LAP | 17 LAP | 4 LAP   | 6 LAP  | 3 LAP   | 7 LAP  | 3 LAP   | 2 DUV  | 2 DUV  | 3 DUV  | 9 DUV  | 2 DUV  | 20 DUV | 19 VER | 20 VER | 22 VER | 8 VER  | 4 DUV  | 7 DUV   | 67   |
| 5    | Niederlande    | 9 BLE  | 4 BLE  | 11 BLE | 9 BLE  | 1 BLE  | 14 BLE  | 7 BLE  | 9 BLE   | 13 BLE | DSQ BLE | 4 BLE  | 5 BLE  | 5 BLE  | 4 BLE  | 4 BLE  | 6 BLE  | 9 VDZ  | 17 BLE | 9 VDZ  | 4 VDZ  | 6 BLE  | 5 BLE   | 57   |
| 6    | Malaysia       | 12 YOO | 17 YOO | 1 YOO  | 1 YOO  | 14 YOO | 12 YOO  | 4 YOO  | 7 YOO   | 12 YOO | 5 YOO   | 19 YOO | 11 YOO | 7 YOO  | 6 YOO  | 23 YOO | 8 YOO  | 1 YOO  | 5 YOO  | 6 YOO  | 11 YOO | 5 YOO  | 9 YOO   | 55   |
| 7    | Italien        | 23 PIE | 6 PIE  | 14 PIE | 20 PIE | 3 TOC  | 1 TOC   | 22 TOC | 13 TOC  | 11 TOC | 4 TOC   | 9 TOC  | 8 TOC  | 15 TOC | 12 TOC | 12 TOC | 22 TOC | 7 TOC  | 4 TOC  | 10 TOC | 7 TOC  | 3 TOC  | 3 TOC   | 52   |
| 8    | Schweiz        | 10 BUE | 8 BUE  | 8 BUE  | 10 BUE | 9 JAN  | 19 JAN  | 1 JAN  | 4 JAN   | 10 JAN | 8 JAN   | 5 BUE  | 4 BUE  | 4 BUE  | 7 BUE  | 5 JAN  | 4 JAN  | 10 FÄS | 14 FÄS | 4 BUE  | 9 BUE  | 20 BUE | DSQ BUE | 50   |
| 9    | USA            | 7 GIE  | 2 GIE  | 6 GIE  | 17 GIE | 11 GIE | 18 GIE  | 9 GIE  | 6 GIE   | 4 GIE  | 9 GIE   | 11 HUN | 10 HUN | 8 GIE  | 8 GIE  | 20 SUM | 13 SUM | 5 SUM  | 2 SUM  | 5 SUM  | 20 SUM | 9 SUM  | 6 SUM   | 42   |
| 10   | Mexiko         | 2 DUR  | 5 DUR  | 7 DUR  | 3 DUR  | 2 DUR  | 20 DUR  | 11 DUR | 21 DUR  | 2 DUR  | 6 DUR   | 12 DUR | 20 DUR | 11 DUR | 15 DUR | 21 DUR | 11 DUR | 17 DUR | 22 DUR | 15 PÉR | 22 PÉR | 18 JPG | 14 JPG  | 35   |
| 11   | Kanada         | 8 HIN  | 13 HIN | 2 HIN  | 5 HIN  | 4 HIN  | 10* HIN | 8 MCI  | 5 MCI   | 8 MCI  | 17 MCI  | 6 HIN  | 6 HIN  | 13 HIN | 21 HIN | 13 HIN | 21 HIN | 13 HIN | 15 HIN | 21 MCI | 6 MCI  | 10 MCI | 12 MCI  | 33   |
| 12   | Tschechien     | 17 KOS | 20 KOS | 5 ENG  | 2 ENG  | 8 ENG  | 6 ENG   | 21 ENG | 14 ENG  | 16 JJA | 7 JJA   | 17 ENG | 12 ENG | 9 ENG  | 5 ENG  | 11 ENG | 16 ENG | 12 JJA | 12 JJA | 17 SAL | 10 SAL | 13 CHA | 15 CHA  | 27   |
| 13   | Australien     | 13 BRI | 3 BRI  | 15 REI | 16 REI | 12 REI | 3 REI   | 12 BRI | 17 BRI  | 6 BRI  | 10 BRI  | 14 REI | 13 REI | 14 REI | 14 REI | 16 REI | 18 REI | 3 DYK  | 8 DYK  | 16 DYK | 21 DYK | 14 DYK | 19 DYK  | 25   |
| 14   | Südafrika      | 1 ZAU  | 23 ZAU | 21 SIM | 11 SIM | 22 ZAU | 5 ZAU   | 13 ZAU | 12 ZAU  | 9 VDM  | 18 VDM  | 7 VDM  | 16 VDM | 16 VDM | 20 VDM | 7 ZAU  | 17 ZAU | 4 ZAU  | 3 ZAU  | 8 VDM  | 12 VDM | 15 ZAU | 20 ZAU  | 24   |
| 15   | China          | 11 CHE | 9 CHE  | 4 CHE  | 8 CHE  | 13 CHE | 17 CHE  | 10 CHE | 16 CHE  | 21 TUN | 13 TUN  | 13 TUN | 9 TUN  | 6 TUN  | 3 TUN  | 14 TUN | 14 TUN | 6 TUN  | 10 TUN | 11 CHE | 15 CHE | 22 CHE | 10 CHE  | 22   |
| 16   | Indien         | 22 EBR | 18 EBR | 17 EBR | 18 EBR | 18 EBR | 11 EBR  | 16 EBR | 18 EBR  | 18 EBR | 19 EBR  | 10 KAR | 7 KAR  | 18 SUR | 16 SUR | 15 KAR | 9* KAR | 11 KAR | 18 KAR | 7 KAR  | 17 KAR | 7 KAR  | 4 KAR   | 13   |
| 17   | Portugal       |        |        |        |        |        |         |        |         |        |         |        |        |        |        | 8 PAR  | 5 PAR  | 14 PAR | 7 PAR  | 19 URB | 13 URB | 11 PAR | 11 PAR  | 10   |
| 18   | Brasilien      | 14 ROC | 12 ROC | 10 ROC | 14 ROC | 6 MAT  | 7 MAT   | 19 MAT | DSQ MAT | 15 ROC | 14 ROC  | 16 MAT | 14 MAT | 21 ROC | 11 ROC | 17 JUN | 7 JUN  | 20 JUN | 13 JUN | 14 MEI | 19 MEI | 12 JUN | 18 JUN  | 9    |
| 19   | Irland         | 15 DEV | 14 DEV | 13 DEV | 13 DEV | 20 DEV | 21 DEV  | 14 DEV | 10 DEV  | 17 LYO | 12 LYO  | 20 LYO | 19 LYO | 10 LYO | 18 LYO | 6 LYO  | 12 LYO | 22 LYO | 16 LYO | 12 LYO | 5 LYO  | 8 LYO  | DSQ LYO | 8    |
| 20   | Singapur       | 21 MUR | 16 MUR | 18 LIA | 19 LIA | 16 MUR | 8 MUR   | 15 MUR | 11 MUR  |        |         | 22 MUR | 15 MUR | 12 MUR | 22 MUR | 22 MUR | 23 MUR |        |        |        |        |        |         | 3    |
| 21   | Indonesien     | 19 MIK | 10 MIK | 16 MIK | 15 MIK | 15 MIK | 16 MIK  | 20 MIK | 15 MIK  | 14 MIK | 11 MIK  | 15 MIK | 22 MIK | 17 MIK | 13 MIK | 10 MIK | 19 MIK | 8 MIK  | 11 MIK | 13 MIK | 16 MIK | 17 SOE | 16 SOE  | 1    |
| 22   | Pakistan       | 20 ALI | 22 ALI | 20 ALI | 22 ALI | 21 ALI | 22 ALI  | 18 ALI | 20 ALI  | 20 ALI | 15 ALI  | 18 ALI | 18 ALI | 20 ALI | 19 ALI | 18 ALI | 10 ALI | 15 ALI | 21 ALI | 20 ALI | 18 ALI | 21 ALI | 17 ALI  | 1    |
| 23   | Libanon        | 16 SHA | 21 SHA | 12 RAH | 12 RAH | 19 SHA | 13 SHA  | 17 BES | 19 BES  | 19 SHA | 20 SHA  | 21 KHA | 17 KHA | 22 KHA | 17 KHA | 19 KHO | 15 KHO | 18 KHO | 19 KHO | 18 KHO | 14 KHO | 19 KHO | 13 KHO  | 0    |
| 24   | Griechenland   | 18 KAI | 15 KAI | 19 ZAC | 21 KAI |        |         |        |         |        |         |        |        |        |        |        |        |        |        |        |        |        |         | 0    |

| Legende  | Legende            | Legende                                                          |
| Farbe    | Abkürzung          | Bedeutung                                                        |
| -------- | ------------------ | ---------------------------------------------------------------- |
| Gold     | –                  | Sieg                                                             |
| Silber   | –                  | 2. Platz                                                         |
| Bronze   | –                  | 3. Platz                                                         |
| Grün     | –                  | Platzierung in den Punkten                                       |
| Blau     | –                  | Klassifiziert außerhalb der Punkteränge                          |
| Violett  | DNF                | Rennen nicht beendet (did not finish)                            |
| Violett  | NC                 | nicht klassifiziert (not classified)                             |
| Rot      | DNQ                | nicht qualifiziert (did not qualify)                             |
| Rot      | DNPQ               | in Vorqualifikation gescheitert (did not pre-qualify)            |
| Schwarz  | DSQ                | disqualifiziert (disqualified)                                   |
| Weiß     | DNS                | nicht am Start (did not start)                                   |
| Weiß     | WD                 | zurückgezogen (withdrawn)                                        |
| Hellblau | PO                 | nur am Training teilgenommen (practiced only)                    |
| Hellblau | TD                 | Freitags-Testfahrer (test driver)                                |
| ohne     | DNP                | nicht am Training teilgenommen (did not practice)                |
| ohne     | INJ                | verletzt oder krank (injured)                                    |
| ohne     | EX                 | ausgeschlossen (excluded)                                        |
| ohne     | DNA                | nicht erschienen (did not arrive)                                |
| ohne     | C                  | Rennen abgesagt (cancelled)                                      |
| ohne     | keine WM-Teilnahme |                                                                  |
| sonstige | P/fett             | Pole-Position                                                    |
| sonstige | 1/2/3/4/5/6/7/8    | Punktplatzierung im Sprint-/Qualifikationsrennen                 |
| sonstige | SR/kursiv          | Schnellste Rennrunde                                             |
| sonstige | *                  | nicht im Ziel, aufgrund der zurückgelegten Distanz aber gewertet |
| sonstige | ()                 | Streichresultate                                                 |
| sonstige | unterstrichen      | Führender in der Gesamtwertung                                   |

## Berichterstattung
Im deutschsprachigen Raum war weiterhin der Pay-TV-Sender Premiere der einzige, der die Serie übertrug. Das Qualifying und das Hauptrennen wurden nach wie vor live gezeigt, das Sprintrennen wurde nun direkt vor dem Hauptrennen als 1:1-Wiederholung ausgestrahlt.